# Visa électronique
Le visa électronique - en anglais : electronic visa (e-Visa), ou autorisation de voyage électronique - en anglais : electronic travel authorization (ETA, ou eTA), est un permis de voyage numérique souvent requis en plus d'un passeport valide pour entrer dans des juridictions spécifiques. Ces documents de voyage électroniques ont pris de l'importance à l'époque contemporaine liée à la numérisation des services publics.

## États-Unis
Les États-Unis utilisent le système électronique d'autorisation de voyage (en anglais : Electronic System for Travel Authorization, ou ESTA).

## Australie
L'Australie a un système similaire, mis en place avant les États-Unis. Cette autorisation électronique plus connue sous l'abréviation de ETA (Electronic Travel Authority). Tout comme l'ESTA, sa durée de validité est de trois mois et elle ne concerne que certains pays : États-Unis, Japon, Canada, Corée du Sud, Brunei, Malaisie, Hong Kong et Singapour.

## Canada
En 2016, le Canada a introduit l'Autorisation de voyage électronique (AVE) pour les passagers aériens exemptés de visa provenant de 54 pays. Cette mesure a été mise en place dans le but d'améliorer la sécurité et de faciliter les voyages internationaux. L'AVE est un système électronique qui permet aux ressortissants de ces pays de se rendre au Canada sans obtenir un visa traditionnel.

## Union européenne
L'Union européenne utilisent le European Travel Information and Authorization System (ETIAS), en français : « Système européen d'autorisation et d'information concernant les voyages »). Ce système doit fonctionner à partir de 2021. L'agence eu-LISA sera responsable du développement de ce nouveau système d'autorisation de voyage et d'information qui recoupera les renseignements concernant les voyageurs avec une série de bases de données de sécurité, notamment Europol, Interpol, Eurodac, le système d'information Schengen et le système d'information sur les visas.
Le document ETIAS concerne les séjours d'une durée inférieure à 90 jours. Sa validité est de trois ans ; il coûte 7 euros.
L’ETIAS concerne 26 États de l'espace Schengen : 22 de l’UE ainsi que l’Islande, la Norvège, la Suisse et le Liechtenstein, ainsi que le Vatican, Saint-Marin et Monaco.

## République de Chine (Taiwan)
Depuis le 1er juillet 2015, l'Agence Nationale d'Immigration de la République de Chine (Taiwan) propose aux non-résidents de remplir gratuitement en ligne la carte d'arrivée afin de réduire l'empreinte carbone et de simplifier les démarches. Cette démarche est gratuite et facultative. Lors de l'arrivée au poste frontière, la démarche doit être notifiée à l'agent.
En outre, la carte d'arrivée n'existe plus depuis cette date.